# Ciudad Tecnológica de Konza
La Ciudad Tecnológica de Konza o Konza Technology City es un proyecto BPO iniciado por Kenia.

## Historia
El proyecto fue autorizado por el parlamento y ratificada por el Gobierno de Kenia. La ciudad se encuentra en Konza, condado Machakos antes Distrito de Machakos.
El proyecto se comercializa como motor clave del programa Vision 2030 del gobierno de Kenia. El lanzamiento oficial y la ceremonia de inicio del proyecto está prevista para el 23 de enero de 2013 por el presidente keniano Mwai Kibaki.[actualizar]